# Lepus californicus
Lepus californicus, còn được gọi là thỏ sa mạc châu Mỹ, là 1 loài thỏ thông thường tại tây Hoa Kỳ và México, phân bố nơi có độ cao từ mực nước biển lên đến 10.000 foot (3.000 m). Phạm vi chiều dài khoảng 2 foot (61 cm), và cân nặng từ 3 đến 6 pound (1,4 đến 2,7 kg), thỏ tai to đuôi đen là loài thỏ lớn thứ 3 tại Bắc Mỹ, sau thỏ linh dương tai to và thỏ tai to đuôi trắng. Thỏ tai to đuôi đen cư ngụ tại địa hình xen lẫn giữa cây bụi - đồng cỏ. Mùa sinh sản phụ thuộc vào vị trí; đỉnh điểm thường trong mùa xuân, nhưng có thể tiếp diễn quanh năm tại vùng khí hậu ấm áp. Thỏ non sinh ra có đầy đủ lông dày với đôi mắt mở; chúng được ngụy trang tốt và di động trong vòng vài phút sau khi sinh, do đó thỏ cái không bảo vệ hoặc thậm chí ở lại với thỏ con trừ khi cho bú sữa. Quy mô lứa trung bình khoảng 4, nhưng có thể thấp khoảng 2 và cao khoảng 7 tại khu vực ấm ám.
Thỏ tai to đuôi đen không di cư hoặc ngủ đông trong suốt mùa đông và sống tại môi trường sống tương tự nhau khoảng 0.4 to 1.2 dặm vuông (1–3 km²) quanh năm. Chế độ ăn đa dạng bao gồm cây bụi, cây nhỏ, cỏ và thảo mộc. Cây bụi thường chiếm phần lớn chế độ ăn trong mùa thu và mùa đông, trong khi cỏ và thảo mộc được ăn trong mùa xuân và đầu mùa hè, nhưng các loài khuôn mẫu và thực vật biến đổi theo khí hậu. Thỏ tai to đuôi đen là con mồi chủ yếu của chim ăn thịt và thú săn mồi, như đại bàng, diều hâu, cú, sói đồng cỏ, cáo, và mèo hoang. Thỏ lưu chứa nhiều ký sinh trùng bao gồm bọ chét, bọ ve, chấy rận, và ve bét; vì lý do này, thợ săn thường tránh săn chúng.

## Hình ảnh

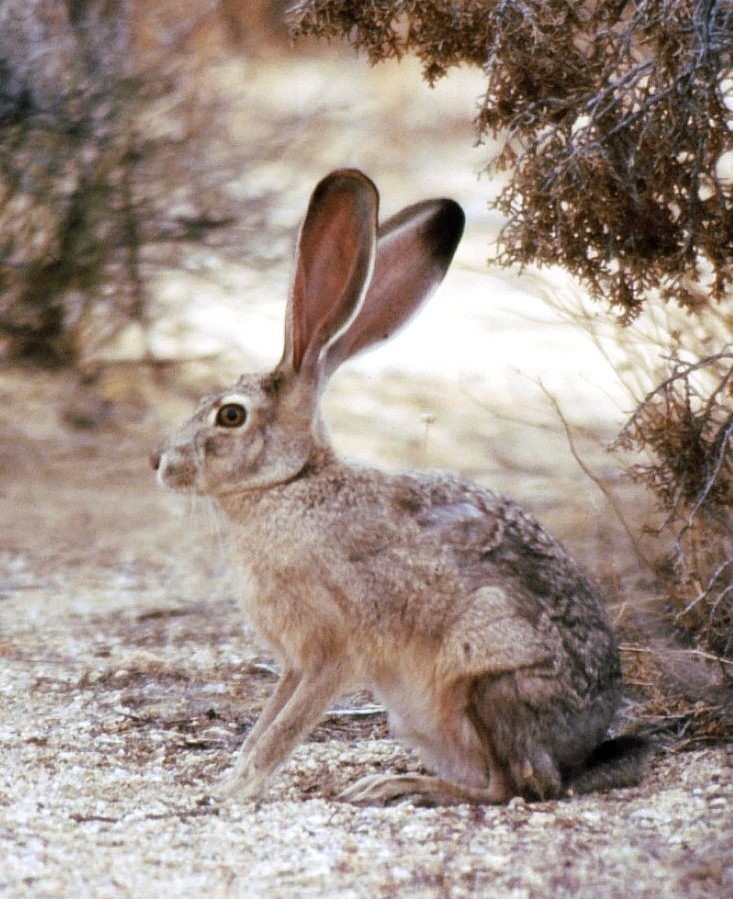
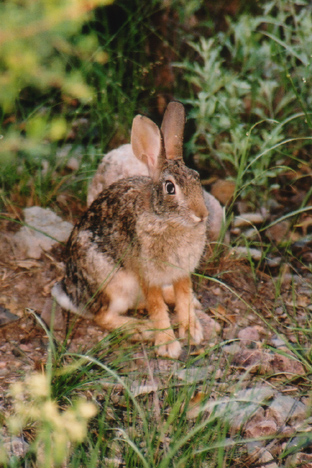
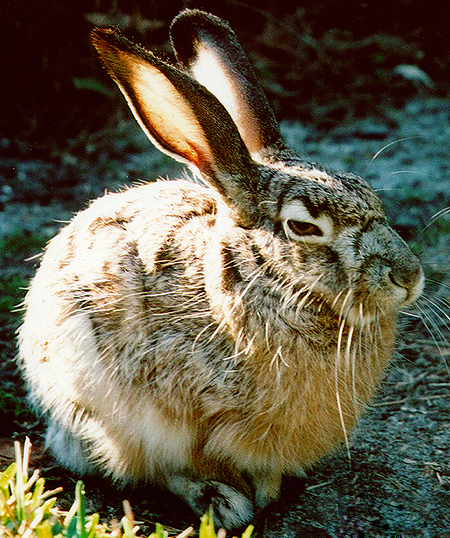
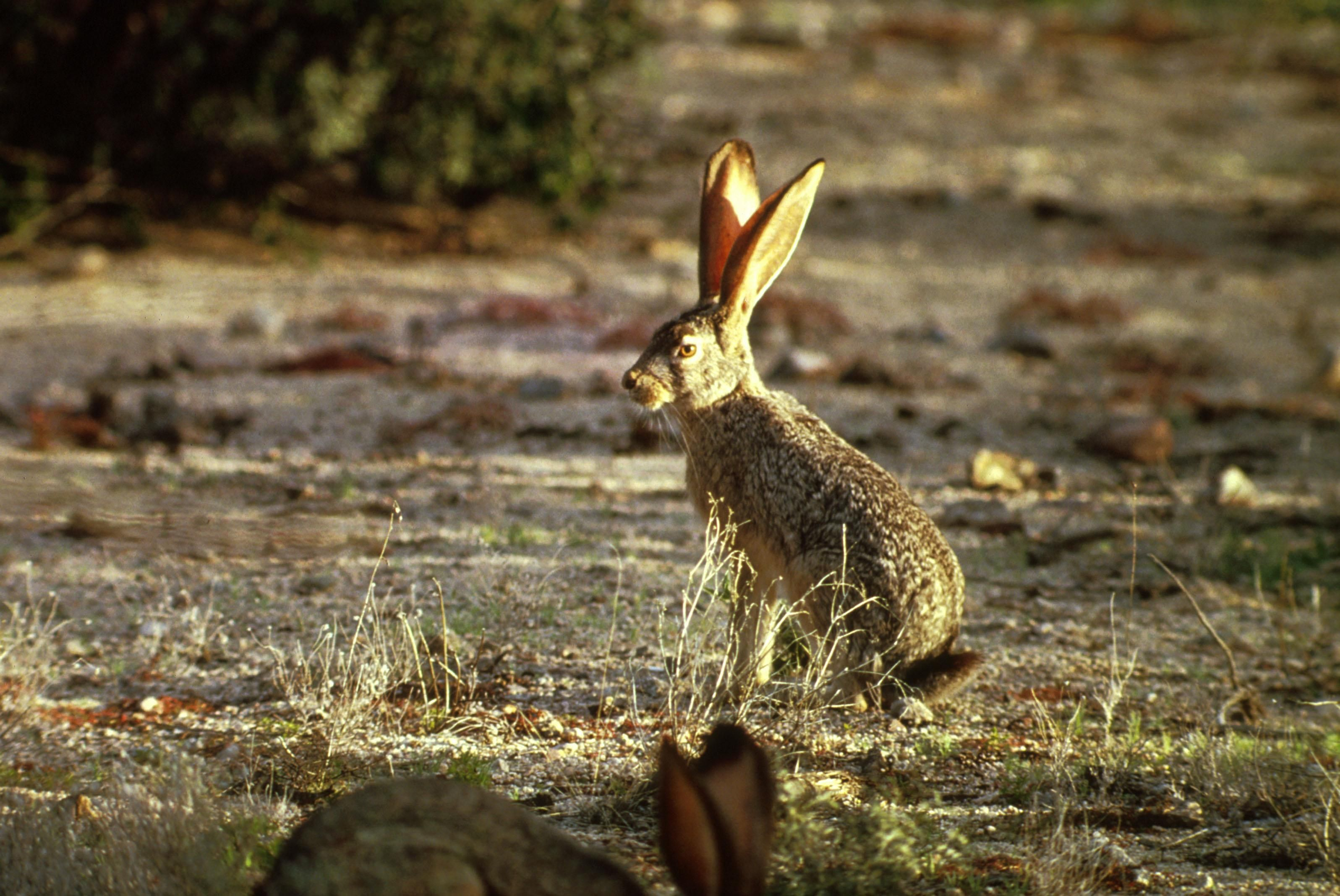